# Austin Wolf

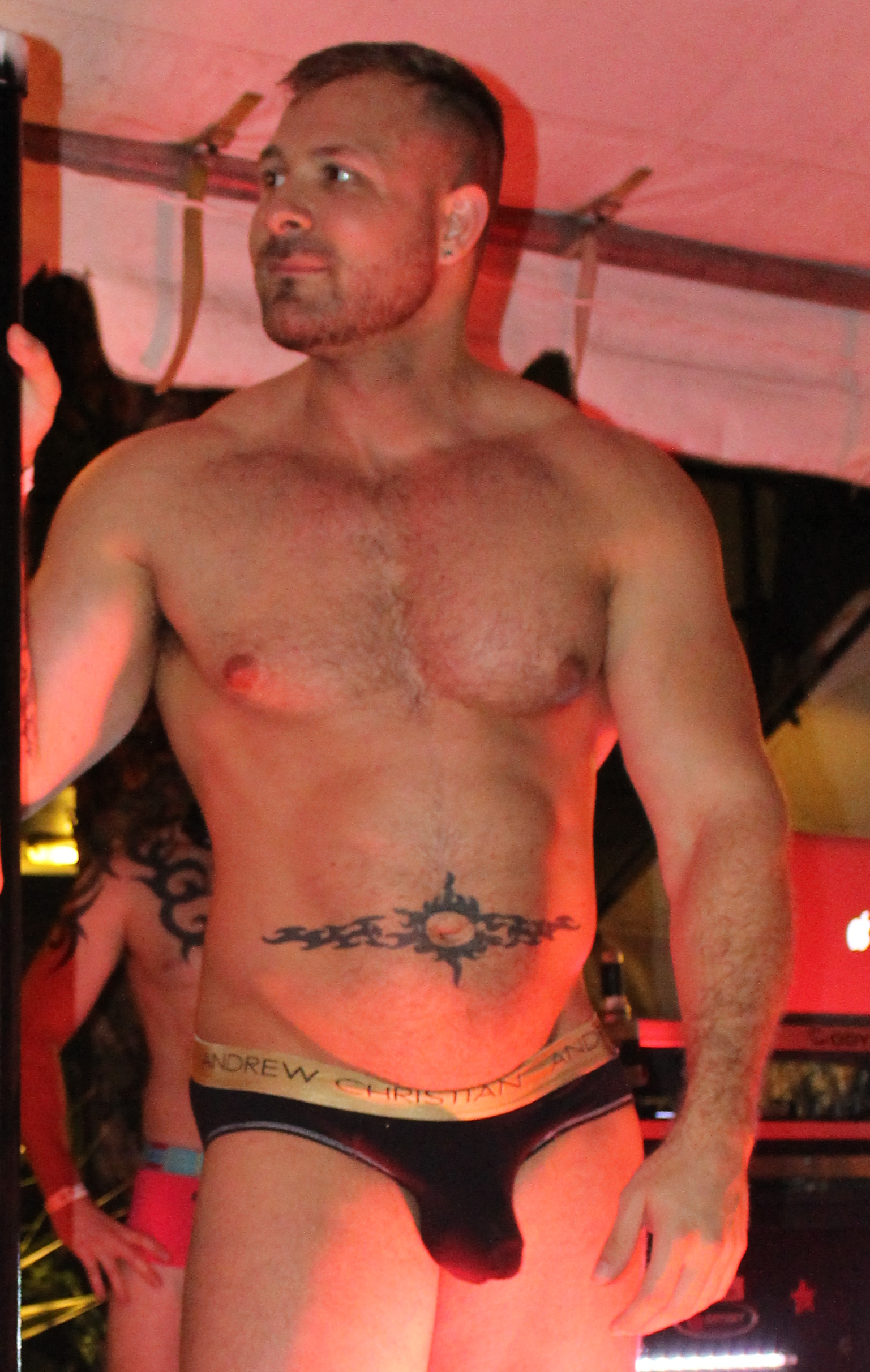
Austin Wolf

Austin Wolf, Pseudonym von Justin Heath Smith (* 3. April 1983 in Alvarado), ist ein amerikanischer Pornodarsteller und Model, der ausschließlich im Bereich der Schwulenpornografie arbeitet.

## Biographie

### Frühe Jahre
Er wurde in Alvarado, Texas, geboren, wuchs aber in einer Kleinstadt in der Nähe von Fort Worth auf. Schon in jungen Jahren hatte er eine Leidenschaft für Bodybuilding und Ringen, die er auf Amateurniveau ausübte. Er gehörte der Organisation Thunders Arena Wrestling an. Im Alter von 20 Jahren verließ er Texas und zog nach New York, wo er in verschiedenen Jobs arbeitete. Nach der Subprime-Krise verlor er seinen Job als Einzelhändler für Designermöbel. Arbeitslos entschied er sich, eine Anzeige auf rentboy.com zu schalten und begann als Escort zu arbeiten.

### Karriere
Nach zwei Monaten Arbeit als Begleitperson begann er 2012 in der schwulen Pornografiebranche zu arbeiten. Zwischen 2012 und 2015 trat er in den Filmen des Studios RandyBlue auf. Von April 2015 bis April 2019 drehte er fast 40 Filme für Studios wie Falcon Studios, Hot House Entertainment, Raging Stallion und NakedSword.
Im Jahr 2012 arbeitete er an der Broadway-Show Broadway Bares XXII: Happy Endings, mit Kyle Dean Massey und Jennifer Tilly. Im Jahr 2013 trat er in der Broadway-Show The Big Man auf.
Während seiner Pornokarriere hat er in vielen Filmen mitgewirkt, hauptsächlich in der aktiven Rolle, und zahlreiche Nominierungen für Branchenpreise wie die GayVN Awards und Grabby Awards gewonnen. Zwei Jahre in Folge wurde er bei den XBIZ Awards als schwuler Performer des Jahres nominiert.
Im Jahr 2019 unterzeichnete er einen Exklusivvertrag mit dem Studio CockyBoys und eröffnete 4my.fans, eine Fanseite.

### Privatleben
Austin Wolf ist homosexuell. Er hatte eine Beziehung mit dem Pornodarsteller Tyler Wolf.

### Verhaftung wegen Verbreitung, Empfang und Besitz von Kinderpornografie
Am 21. April 2024 führte das Federal Bureau of Investigation (FBI) eine Hausdurchsuchung in Wolfs Wohnung in Manhattan durch, wo eine SD-Karte mit Hunderten von Videos mit Kinderpornografie entdeckt wurde. Öffentlichen Angaben zufolge habe er zwischen dem 24. und 28. März 2024 mit einem Undercover-Agenten des FBI, der das Telegram-Konto auf einem beschlagnahmten Telefon verwendete, über 200 Kinderpornographie enthaltende Videos und Bilder ausgetauscht. Weitere Ermittlungen des FBI bestätigten, dass das Telegram-Konto, mit dem die Bilder und Videos geteilt wurden, tatsächlich ihm gehörte.
Am 28. Juni 2024 wurde bekannt, dass Wolf/Smith in New York festgenommen wurde. Er steht unter Anklage der Verbreitung und des Empfangs von Kinderpornografie und des Besitzes von Kinderpornografie. Die Anklage gegen ihn sieht eine obligatorische Mindeststrafe von fünf Jahren Haft und eine Höchststrafe von 20 Jahren vor. Am 28. Juni 2024 musste er vor dem Bundesgericht in Manhattan erscheinen. Bei der Anklageerhebung stellte das Gericht fest, dass bei Smith ein Fluchtrisiko besteht, und verweigerte ihm eine Freilassung gegen Kaution. Wolf wurde in das Metropolitan Detention Center in Brooklyn überführt. Die erste Anhörung war für den 29. Juli 2024 angesetzt. Die Anhörung war zunächst für den 28. August 2024 angesetzt worden und wurde mittlerweile auf den 27. September 2024 verschoben. Am 25. September 2024 wurde die Anhörung noch einmal auf den 28. Oktober 2024 verschoben, worauf noch eine weitere, vierte Verschiebung auf den 27. November 2024 folgte. Am 20. Juni 2025 bekannte sich Wolf des sexuellen Missbrauchs an Kindern vor Gericht für schuldig; das Urteil soll im September 2025 ergehen.

## Auszeichnungen und Nominierungen
| Jahr | Auszeichnung                | Kategorie                       | Für                            | Resultat  |
| ---- | --------------------------- | ------------------------------- | ------------------------------ | --------- |
| 2013 | International Escort Awards | Best Newcomer                   | Austin Wolf                    | Nominiert |
| 2013 | International Escort Awards | Best Top                        | Austin Wolf                    | Gewonnen  |
| 2013 | International Escort Awards | Best Body                       | Austin Wolf                    | Nominiert |
| 2014 | International Escort Awards | Best Pornstar Escort            | Austin Wolf                    | Nominiert |
| 2014 | International Escort Awards | Best Body                       | Austin Wolf                    | Gewonnen  |
| 2014 | Grabby Awards               | Best Newcomer                   | Austin Wolf                    | Nominiert |
| 2014 | Grabby Awards               | Manly Man                       | Austin Wolf                    | Nominiert |
| 2015 | International Escort Awards | Best Top                        | Austin Wolf                    | Gewonnen  |
| 2016 | Cybersocket Web Awards      | Best Porn Star                  | Austin Wolf                    | Nominiert |
| 2016 | Grabby Awards               | Hottest Top                     | Austin Wolf                    | Nominiert |
| 2016 | Grabby Awards               | Hottest Rimming                 | Fined Tuned Ass (2015)         | Nominiert |
| 2016 | Grabby Awards               | Manly Man                       | Austin Wolf                    | Nominiert |
| 2016 | Grabby Awards               | Hottest Rimming                 | Total Exposure 1 (2015)        | Nominiert |
| 2018 | GayVN Awards                | Viewer's Choice: Favorite Daddy | Austin Wolf                    | Nominiert |
| 2018 | GayVN Awards                | Best Fetish Scene               | Skuff: Rough Trade 1 (2016)    | Gewonnen  |
| 2018 | GayVN Awards                | Fan Award: Social Media Star    | Austin Wolf                    | Nominiert |
| 2018 | GayVN Awards                | Best Group Sex Scene            | The Fixer (2017)               | Nominiert |
| 2018 | Str8UpGayPorn Awards        | Best Group Sex Scene            | The Fixer (2017)               | Nominiert |
| 2018 | Str8UpGayPorn Awards        | Viewer's Choice: Favorite Daddy | The Fixer (2017)               | Gewonnen  |
| 2018 | Cybersocket Web Awards      | Best Porn Star                  | Austin Wolf                    | Nominiert |
| 2019 | Gay Fleshbot Awards         | Best Clip Performer             | Austin Wolf                    | Nominiert |
| 2019 | Gay Fleshbot Awards         | Performer of the Year           | Austin Wolf                    | Nominiert |
| 2019 | Gay Fleshbot Awards         | Best Group Sex Scene            | Aventón (2018)                 | Nominiert |
| 2019 | GayVN Awards                | Best Three-Way Sex Scene        | Aventón (2018)                 | Nominiert |
| 2019 | GayVN Awards                | Best Three-Way Sex Scene        | Aventón (2018)                 | Nominiert |
| 2019 | GayVN Awards                | Best Top                        | Austin Wolf                    | Nominiert |
| 2019 | GayVN Awards                | Best Duo                        | Cross Fuck (2018)              | Nominiert |
| 2019 | XBIZ Awards                 | Gay Performer of the Year       | Austin Wolf                    | Nominiert |
| 2019 | Pornhub Awards              | Most Popular Gay Performer      | Austin Wolf                    | Gewonnen  |
| 2020 | Str8UpGayPorn Awards        | Favorite Fan Content Creator    | Austin Wolf                    | Nominiert |
| 2020 | Str8UpGayPorn Awards        | Favorite Topping Performance    | Austin Wolf & Nico Leon (2019) | Nominiert |
| 2020 | Str8UpGayPorn Awards        | Favorite Body                   | Austin Wolf                    | Nominiert |
| 2020 | XBIZ Awards                 | Gay Performer of the Year       | Austin Wolf                    | Nominiert |
| 2020 | GayVN Awards                | Favorite Dom                    | Austin Wolf                    | Nominiert |
| 2020 | GayVN Awards                | Best Supporting Actor           | Rags to Riches (2019)          | Nominiert |
| 2020 | Pornhub Awards              | Top Daddy Performer             | Austin Wolf                    | Gewonnen  |